# Euphorbia carteriana
Euphorbia carteriana là một loài thực vật có hoa trong họ Đại kích. Loài này được P.R.O.Bally mô tả khoa học đầu tiên năm 1964.